# Gracie Dzienny
Gracie Dzienny (Toledo, Ohio; 26 de agosto de 1995) es una actriz estadounidense. Es conocida por sus papeles como Amanda McKay en la serie Supah Ninjas de Nickelodeon, como Greer Danville en Chasing Life de ABC Family (actualmente Freeform), y como Clementine Lewis en la serie Zoo de CBS. También por Tatum en The Sex Lives of College Girls en HBO MAX.

## Historia
Dzienny es de Toledo, Ohio, y es hija de Mike y Tara Dzienny, siendo la menor de tres hermanos. Comenzó a modelar a la edad de cinco años después de ganar un concurso patrocinado por L'Oréal, y modelado principalmente durante los veranos. Poco después de comenzar a modelar, comenzó a estudiar tap, jazz, ballet y baile hip hop. Después de conseguir un papel en el episodio piloto de Supah Ninjas, Dzienney y su madre se mudaron a Los Ángeles en noviembre de 2010.
Su coprotagonista de Supah Ninjas George Takei, declaró en una entrevista que Dzienny es una "fanática del teatro musical".

## Carrera
Durante su primer año en la escuela secundaria, Dzienny audicionó para el papel de Amanda en Supah Ninjas, un proceso que involucró aproximadamente media docena de audiciones posteriores.
En 2014, Dzienny participó en la serie dramática de ABC Family (actualmente Freeform) Chasing Life interpretando a Greer Danville, un interés amoroso de la hermana menor del personaje principal, Brenna (Haley Ramm). En diciembre de 2016 fue ascendida a un papel protagónico en la tercera temporada de la serie dramática Zoo de CBS.
En 2022, interpretó a la vampira Elinor en la serie de Netflix La primera muerte y participó en la segunda temporada de la seie de Hbo Max The Sex Lives of College Girls.

## Filmografía
| Año       | Título                               | Papel          | Notas                                                                         |
| --------- | ------------------------------------ | -------------- | ----------------------------------------------------------------------------- |
| 2011–2013 | Supah Ninjas                         | Amanda McKay   | Personaje principal                                                           |
| 2012      | Up All Night                         | Kylie          | Episodio: "Baby Fever"                                                        |
| 2012      | Fred: The Show                       | Holly          | 4 episodios                                                                   |
| 2013      | See Dad Run                          | Chelsea        | Episodio: "See Dad Throw a Birthday Party"                                    |
| 2014      | Side Effects                         | Rachel         | Episodio: "Kiss You"                                                          |
| 2014–2015 | Chasing Life                         | Greer Danville | Personaje recurrente, 14 episodios                                            |
| 2015      | State of Affairs                     | Stacey Dover   | Episodios: "Ghosts", "Cry Havoc"                                              |
| 2016–2017 | Zoo                                  | Clementine     | Personaje invitado, episodio: "Clementine"; Personaje principal (temporada 3) |
| 2018      | Bumblebee                            | Tina           | Película                                                                      |
| 2019      | Ramy                                 | Melanie        | Episodios: "A Black Spot on the Heart"                                        |
| 2021      | Jupiter's Legacy                     | Ruby Red       |                                                                               |
| 2021      | All American                         | Amber          | Episodios: "How Come"                                                         |
| 2022      | La primera muerte                    | Elianor        | Personaje principal                                                           |
| 2022      | La vida sexual de las universitarias | Tatum          | 5 episodios                                                                   |